# Turkiets stora nationalförsamling
Turkiets nationalförsamling (turkiska: Türkiye Büyük Millet Meclisi, TBMM), är Turkiets parlamentariska församling.

## Sammansättning
Nationalförsamlingen har ett enkammarsystem med 600 ledamöter, som väljs för en femårsperiod i allmänna val. Turkiet har 85 valdistrikt som representerar de 81 administrativa provinserna, där Istanbul, Ankara och İzmir på grund av folkmängd har fler valdistrikt.
Turkiet använder sig i valen till nationalförsamlingen av d’Hondts metod tillsammans med en småpartispärr på tio procent. Systemet missgynnar mindre partier och gynnar de större, till exempel så att Ak Parti efter 2002 års val fick 60 % av platserna trots att de bara fick 34,3 % av rösterna.
I parlamentsvalet den 7 juni 2015 förlorade Ak Parti den egna majoriteten i parlamentet, som de haft sedan 2002. Man lyckades inte nå någon överenskommelse inom de 45 dagar man har på sig efter valet, varför det inom 90 dagar måste hållas ett nyval, vilket utlystes till den 1 november 2015.

## Historia
Under det Osmanska rikets sista halvsekel förekom ett par korta perioder av parlamentariskt styre och konstitutionell monarki i försök att modernisera landet och ersätta den absolut monarkin under sultanen.
Efter första världskriget var det Osmanska riket i det närmaste utplånat, endast en liten del av Anatolien kvarstod efter Freden i Sèvres i augusti 1920. Turkiska självständighetskriget hade dock redan startat, under vilket ursprunget till Turkiets nationalförsamling grundades i Ankara redan den 23 april 1920. Kriget följdes senare av Lausannefördraget 1923, efter vilket Turkiska Republiken kunde utropas samma år, med ungefär de gränser landet har idag.